# Манастирський Антін Іванович
Анті́н Іва́нович Манасти́рський (2 листопада 1878, Завалів — 15 травня 1969, Львів) — український художник-живописець і графік. Батько Вітольда Манастирського.

## Біографія
Антін Манастирський народився в селі Завалів, нині Підгаєцького району Тернопільської області в сім'ї поштового урядовця. З дитинства виховувався у атмосфері духовності та любові до рідного краю. Особливе значення для маленького Антона мала народна пісня, яка запала в серце майбутнього художника. Довгі роки життя пісня супроводжувала і надихала митця творити.
Освіту здобував у Станиславівській вищій реальній школі, Львівській художньо-промисловій школі, а згодом у Краківській академії красних мистецтв.
У 1900-му році «Товариство для розвою руської штуки», членом якого був Антін Манастирський, влаштувало виставку його перших живописів. З того часу в Антона Івановича розпочалося активне творче життя. Він малює цілу галерею високодуховних творів — пейзажі, тогочасну злободенну дійсність, картини з історії народу, сатиру тощо. Жив і працював у Львові.  Серед його учнів зокрема Володимир Воронюк.
Помер 15 травня 1969 року. Похований у родинному склепі на Личаківському цвинтарі (поле № 5).

## Творчість
У своїх полотнах переважно зображував народнопісенну творчість. Сам художник писав: «Все життя я мріяв, щоб думи мої, які я втілював у своїх картинах, були близькі і зрозумілі народові». Пісня та поезія були джерелом натхнення Антона Манастирського, про що свідчать численні твори, позначені виразним впливом народного мелосу. У творчій спадщині художника є низка картин, назвами яких стали рядки народних пісень. Також доробок митця складають численні портрети та пейзажі.
- «Ой під гаєм, гаєм»,
- «Засвіт встали козаченьки»,
- «Портрет матері»,
- «Паламар»,
- «Запорожець»,
- «На водопої»,
- «Ой там, під горою»,
- «На могилі»,
- «В таборі Кармелюка»,
- «Прощавайте, товариші»,
- «Вчора і сьогодні»,
- «Розвідники»,
- «Загибель товариша»

та інші.
Намалював головні ікони для іконостасу і бічних престолів для церкви Вознесіння Господнього УГКЦ села Тетевчиці Радехівського р-н.Львівської обл. в 1927р.
Намалював іконостас до ц. св. Андрія на Варшавській 38 у Львові у 1932-1936 рр.
.Художник ілюстрував численні книжки, зокрема, «Милу книжечку» (1925 р.) Іванни Блажкевич. Значний доробок А. Манастирського (понад 2000-і) складають роботи, присвячені духовному мистецтву. У національному заповіднику «Давній Галич» є відреставрована Успенська церква, іконостас якої виконав Манастирський. Також його авторства ікони іконостасу у Літятині на Бережанщині (1939).
Сьогодні роботи митця зберігаються у музеях Львова, Києва, Полтави, Дніпра, Миколаєва, Зібранні (колекції) образотворчого мистецтва Градобанку та у інших приватних колекціях.

## Вшанування, визнання

Пам'ятна таблиця на вул. Кармелюка, 9 у Львові, де проживав Антін Манастирський (автор - Е. Мисько)

- 1978 року на будинку на вулиці Кармелюка, 9 у Львові, де у 1941—1969 роках мешкав Антін Манастирський, було встановлено меморіальну таблицю авторства скульптора Еммануїла Миська.[4]
- На честь художника названо вулиці у Тернополі, Бережанах, Львові.
- у 1953 році йому було надано звання заслуженого діяча мистецтв УРСР, 1957 році — народного художника України.